# French Open 2022 (turniej legend mężczyzn)
French Open 2022 – turniej legend mężczyzn – zawody deblowe legend mężczyzn, rozgrywane w ramach drugiego w sezonie wielkoszlemowego turnieju tenisowego, French Open. Zmagania miały miejsce w dniach 31 maja–5 czerwca na ceglanych kortach Stade Roland Garros w 16. dzielnicy francuskiego Paryża.

## Drabinka

#### Klucz
- w/o – walkower
- k – krecz
- d – dyskwalifikacja
- Q – kwalifikant
- WC – dzika karta
- LL – szczęśliwy przegrany
- Alt – zawodnik zastępczy
- PR – ochrona rankingu
- SE – specjalna przepustka
- ITF – ranking ITF
- JE – ranking juniorski

### Faza finałowa
|  |       |                                   |   |   |    |
|  | Finał |                                   |   |   |    |
|  |       |                                   |   |   |    |
|  |       |                                   |   |   |    |
|  |       |                                   |   |   |    |
|  | A3    | Sébastien Grosjean Cédric Pioline | 3 | 6 | 7  |
|  | A3    | Sébastien Grosjean Cédric Pioline | 3 | 6 | 7  |
|  | B4    | Arnaud Clément Fabrice Santoro    | 6 | 4 | 10 |
|  | B4    | Arnaud Clément Fabrice Santoro    | 6 | 4 | 10 |
|  |       |                                   |   |   |    |

### Faza początkowa

#### Grupa A
|    |                                   | Malisse Wilander               | Pagdatis Ivanišević        | Grosjean Pioline               | Bahrami Benneteau          | Mecze W–L | Sety W–L | Gemy W–L | Miejsce |
| A1 | Xavier Malisse Mats Wilander      |                                | 4:6, 6:0, 7–10 (3 czerwca) | 7:6(3), 1:6, 11–13 (1 czerwca) | 4:6, 6:2, 6–10 (4 czerwca) | 0–3       | 3–6      | 28–29    | 4.      |
| A2 | Markos Pagdatis Goran Ivanišević  | 6:4, 0:6, 10–7 (3 czerwca)     |                            | 2:6, 5:7 (4 czerwca)           | 6:7(5), 6:7(4) (2 czerwca) | 1–2       | 2–5      | 26–37    | 3.      |
| A3 | Sébastien Grosjean Cédric Pioline | 6:7(3), 6:1, 13–11 (1 czerwca) | 6:2, 7:5 (4 czerwca)       |                                | 6:2, 3:6, 10–7 (31 maja)   | 3–0       | 6–2      | 36–23    | 1.      |
| A4 | Mansur Bahrami Julien Benneteau   | 6:4, 2:6, 10–6 (4 czerwca)     | 7:6(5), 7:6(4) (2 czerwca) | 2:6, 6:3, 7–10 (31 maja)       |                            | 2–1       | 5–3      | 31–32    | 2.      |

#### Grupa B
|    |                                   | Forget Haas                 | Escudé Mathieu              | Leconte Llodra        | Clément Santoro         | Mecze W–L | Sety W–L | Gemy W–L | Miejsce |
| B1 | Guy Forget Tommy Haas             |                             | 3:6, 7:6(4), 2–10 (31 maja) | nie rozegrano         | 3:6, 6:7(6) (2 czerwca) | 0–2       | 1–4      | 19–26    | 3.      |
| B2 | Nicolas Escudé Paul-Henri Mathieu | 6:3, 6:7(4), 10–2 (31 maja) |                             | 6:3, 6:4 (1 czerwca)  | 4:6, 2:6 (3 czerwca)    | 2–1       | 4–3      | 31–29    | 2.      |
| B3 | Henri Leconte Michaël Llodra      | nie rozegrano               | 3:6, 4:6 (1 czerwca)        |                       | 4:6, 6:7(3) (31 maja)   | 0–2       | 0–4      | 17–25    | 4.      |
| B4 | Arnaud Clément Fabrice Santoro    | 6:3, 7:6(6) (2 czerwca)     | 6:4, 6:2 (3 czerwca)        | 6:4, 7:6(3) (31 maja) |                         | 3–0       | 6–0      | 38–25    | 1.      |